# Gaspard Thémistocle Lestiboudois
Gaspard Thémistocle Lestiboudois (Lille, 12 de agosto de 1797-París, 22 de noviembre de 1876) fue un médico, botánico y político francés.
Era hijo del botánico François-Joseph Lestiboudois (1759-1815) y nieto de Jean-Baptiste Lestiboudois (1715-1804), profesor de Botánica en la Facultad de Ciencias de Lille. Obtiene su título de doctor en Medicina en 1818, en París. Lestiboudois se embarca a Argelia para estudiar la epidemia de peste de 1835. Fue elegido diputado en 1842. Pasajero del tren en vías del Norte padece un terrible accidente en Roeux, participando de los primeros auxilios a las víctimas, aún con él mismo herido. 
Presenta en la Facultad de Ciencias de París una tesis de Botánica en 1848, sobre la "Filotaxia anatómica".

## Algunas publicaciones
- Essai sur la famille des Cypéracées. Didot jeune, París, 1819.
- Reedición de la obra paterna, Botanographie belgique, ou flore de nord de la France, et de la Belgique proprement dite. Roret, París, Vanackere, Lille, dos vols., 1826.
- Rapport général sur l'épidémie du choléra qui a régné à Lille en 1832. Imprenta L. Danel, Lille, hacia 1832.
- Études sur l'anatomie et la physiologie des végétaux. Treuttel et Wurtz, París, 1840.
- Économie pratique des nations, ou Système économique applicable aux différentes contrées, et spécialement à la France. L. Colas, París, 1847.
- Voyage en Algérie, ou Études sur la colonisation de l'Afrique française. Imprenta L. Danel, Lille, 1853.